# 黑拿撒勒人聖殿
黑拿撒勒人聖殿，又名溪仔婆教堂，是一座罗马天主教宗座圣殿，巴洛克风格，位于菲律宾马尼拉的溪仔婆區，以黑拿撒勒人雕像著称。

## 历史
该堂最早由方济各会传教士创建，最初用竹子和水椰树叶搭建。1574年，林凤烧毁了简易教堂。1588年方济各会建造了圣若翰洗者堂。
1984年该堂进行了扩建，1987年9月28日重新祝圣。次年该堂升格为宗座圣殿。

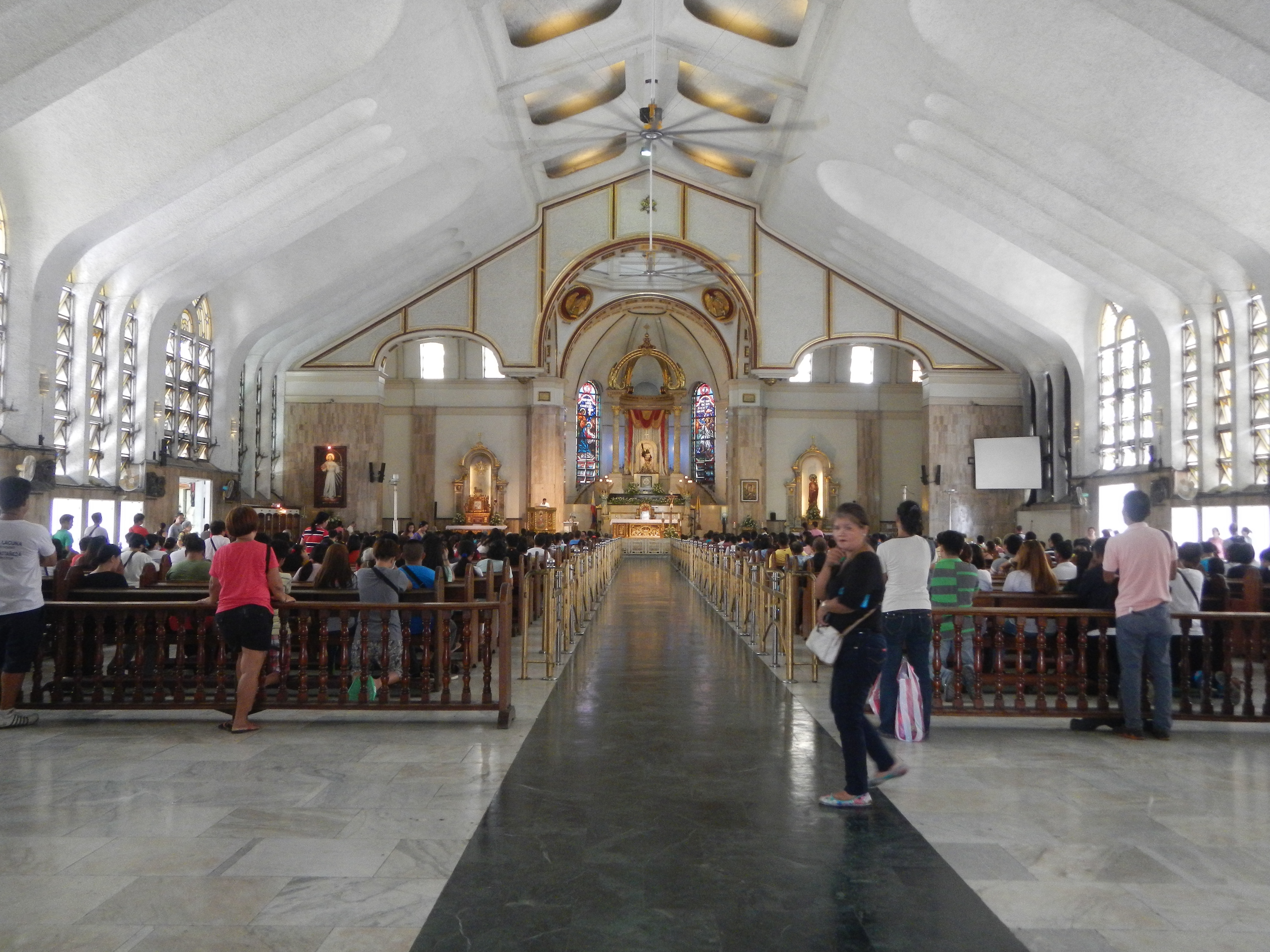

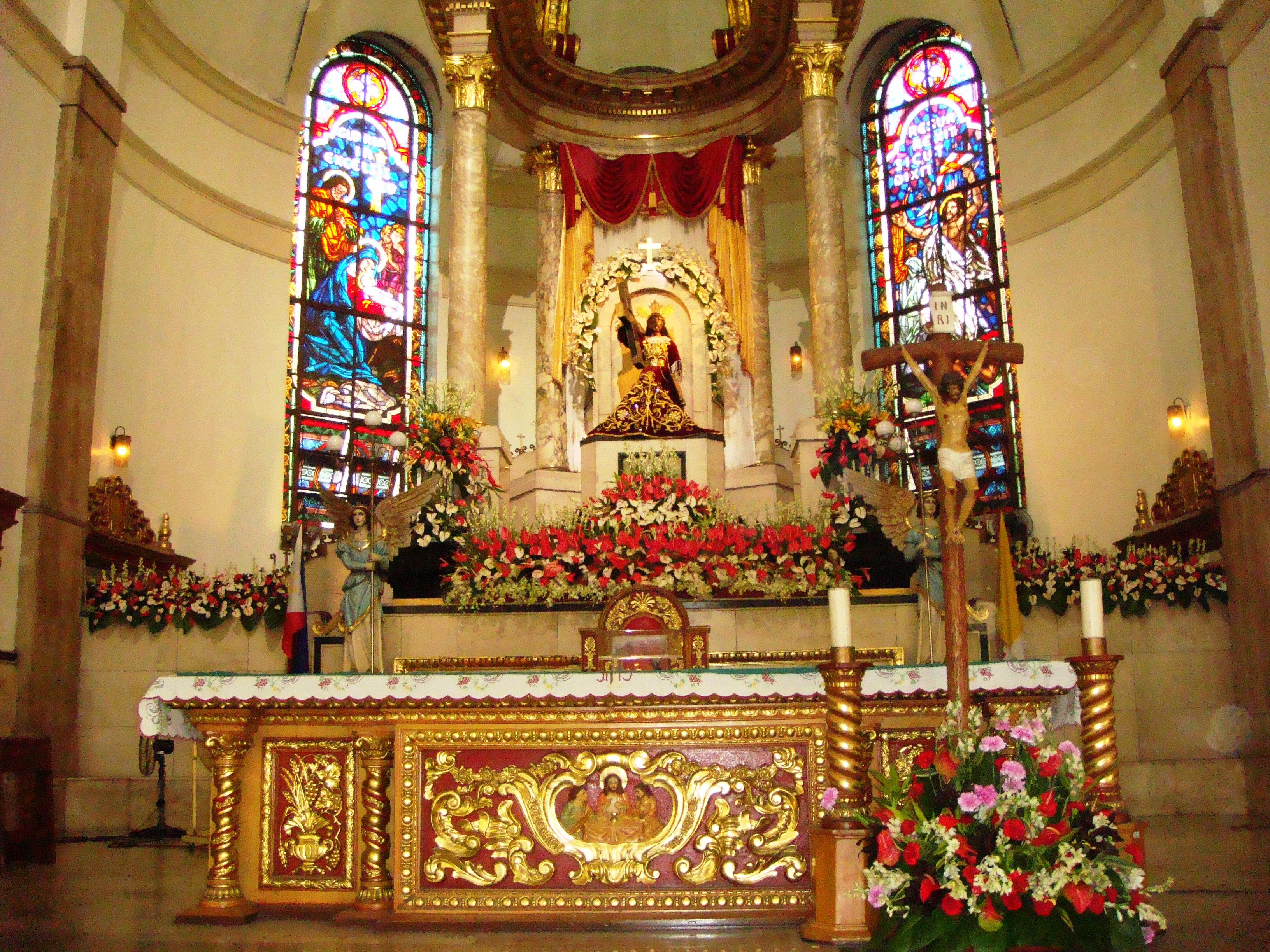